# ديفيد تشوكيهوانكا
ديفيد تشوكيهوانكا سيسبيديس (بالإسبانية: David Choquehuanca Céspedes)‏ (من مواليد 7 مايو 1961 في مقاطعة أوماسويوس) هو سياسي بوليفي يساري ينتمي لحزب الحركة نحو الاشتراكية، ونائب الرئيس المنتخب لبوليفيا. شغل منصب وزير خارجية بوليفيا من 23 يناير 2006  إلى 23 يناير 2017. ثم تم تعيينه أمينًا عامًا للبديل البوليفاري للأمريكتين (ALBA) في مارس 2017، وهو المنصب الذي شغله حتى نوفمبر 2019.
في 19 يناير 2020، تم تعيينه كمرشح لمنصب نائب الرئيس للحركة نحو الاشتراكية في الانتخابات العامة البوليفية لعام 2020 وانتخب في 18 أكتوبر 2020.

## النشأة والتعليم
وُلد تشوكيهوانكا في كوتا كوتا باجا، وهي قرية صغيرة على حدود بحيرة تيتيكاكا بالقرب من هوارينا في مقاطعة لاباز في بوليفيا. تعلم التحدث باللغة الأيمارية كلغة أولى، ثم تعلم الإسبانية أيضًا (في عمر 7 سنوات). في عام 1971 انتقل إلى Huarina القريبة لمواصلة دراسته الثانوية. وتخرج بدرجة البكالوريوس في عام 1980 من كلية خوسيه ميغيل لانزا العامة.
التقى لأول مرة بالرئيس المستقبلي إيفو موراليس في مؤتمر نقابي عام 1984.
في عام 1990 حصل على درجة الدراسات العليا في التاريخ والأنثروبولوجيا من جامعة سان أندريس العليا في لاباز.
بين عامي 2001 و 2002 حصل على دبلوم عالي في حقوق الشعوب الأصلية من جامعة كورديليرا.

## المسار المهني والوظيفي
ينحدر من أصول أيمارية وناشط في حركة أيمارا الأصلية. ابتداءً من الثمانينيات، عمل في دعم الاتحاد النقابي الموحد لعمال الريف في بوليفيا، من خلال العديد من الإجراءات السياسية والدورات التدريبية والمؤتمرات. من 1998 إلى 2005 عمل كمنسق وطني لـ Programa Nina (بمعنى حريق في أيماريةأيمارية)، وهو اتحاد من المنظمات غير الحكومية يوفر التدريب لقادة الحركات الريفية. عمل مع وكالات دولية وكان مستشارًا للرئيس إيفو موراليس، وهو زميل أيمارا، منذ ما قبل انتخاب موراليس للرئاسة. 

### وزير للخارجية، 2006-2017
بصفته مستشارًا (أو وزيرًا للشؤون الخارجية)، كان يُعتبر أحد أهم وزراء موراليس في ذلك الوقت. كان هو ولويس أرس -وزير الاقتصاد والمالية- هما الشخصان الوحيدان اللذان شغلا مناصب وزارية لأكثر من عقد خلال رئاسة إيفو موراليس.

### مرشح لمنصب نائب الرئيس 2020
في أعقاب الأزمة السياسية البوليفية لعام 2019 التي شهدت استقالة الرئيس إيفو موراليس وحكومته، دعا الرئيس المؤقت جانين أنيز إلى انتخابات جديدة. في 19 يناير 2020 أعلن موراليس أنه بعد ثماني ساعات من الاجتماعات في الأرجنتين، تم اختيار لويس آرس ووزير الخارجية السابق ديفيد تشوكيهوانكا ليكونا مرشحي الحركة من أجل الاشتراكية (ماس) في انتخابات 2020. وتم تأجيل الانتخابات الرئاسية التي كان من المقرر إجراؤها في 3 مايو مرتين بسبب جائحة كورونا. وأعيد تحديد موعد عقده في أكتوبر 2020.
في 19 أكتوبر / تشرين الأول 2020، أعلن الرئيس المؤقت جانين آنيز أنه ولويس آرس الفائزين في الانتخابات.

## التفاعل مع مسيرة السكان الأصليين 2011
قام بزيارة المسيرة الثامنة الكبرى للسكان الأصليين مرتين نيابة عن الحكومة. في 14 و 15 سبتمبر، ونقل رسالة مفادها «لا يمكننا تغيير ما قرره الرئيس بالفعل» في بداية حوار طويل ولكن غير مثمر مع قادة CIDOB و Subcentral TIPNIS.
من 15 سبتمبر تم منع المسيرة من التقدم من قبل حشد من حوالي 200 من أعضاء نقابات الفلاحين والمستعمرين على جسر سان لورينزو في يوكومو. بين الاحتجاجات بين الطرفين، أقامت الشرطة حصارًا خاصًا بها، مما منع المسيرة من التقدم.
في صباح يوم 24 سبتمبر، عاد إلى مسيرة السكان الأصليين. مرة أخرى، كانت المفاوضات مع قيادة المسيرة غير حاسمة. فقامت مجموعة من المتظاهرات بإمساك شوكيهوانكا وقادته إلى السير على الطريق السريع في محاولة للتحايل على حصار الشرطة. عند حصار الشرطة، تصاعدت المواجهة المتوترة إلى مواجهة قصيرة، لكن المتظاهرين نجحوا في تجاوز خط الشرطة. قال العديد من المسؤولين الحكوميين، بمن فيهم وزير الداخلية ساشا لورينتي ووزير الشفافية ناردي سوكسو، إن هذا كان «اختطافًا» (Secuestro)، لكن تشوكيهوانكا رفض بثبات وصفه على هذا النحو قائلاً إن «الأخوات والرفيقات [الإناث] أمسكني، بالتأكيد اعتقدوا أنهم سيمررون محاصرة الشرطة مع المستشار؛ لم أتعرض للإهانة أو المعاملة السيئة، لكن نعم، أجبروني على المشي».
تلقت المدعية العامة في لاباز باتريشيا سانتوس، التي كانت تحقق في الأحداث شهادة تشوكيهوانكا في هذا الصدد في 21 نوفمبر / تشرين الثاني.
في فبراير 2012، استدعى مكتب المدعي العام 26 من قادة حركة السكان الأصليين وحلفائها للإدلاء بشهاداتهم في التحقيق في الحادث كقتل مزعوم. وصف والدو ألباراسين، أمين المظالم السابق لحقوق الإنسان، اتهامات الاختطاف والشروع في القتل بأنها بلا أساس.

## الجوائز
- ميدالية جمهورية الأوروغواي الشرقية (2006)
- وسام شمس بيرو الكبير (2010)